# 마일즈 샤핀
마일즈 샤핀(Miles Chapin, 1954년 12월 6일 ~ )은 미국의 배우이다.
뉴욕에서 태어났다.

## 영화
- 미스터 커티 (1996년)
- 래리 플린트 (1996년) - 마일즈 역
- 하워드 덕 (1986년)
- 팬더모니엄(영어판) (1982년) - 앤디 역
- 버디 버디 (1981년)
- 참극의 관 (1981년)
- 프랑스 연인들 (1979년)
- 헤어 (1979년)
- 여섯 소년들 (1971년)